# 安东尼·本内特 (篮球运动员)
安东尼·哈里斯·本内特（英語：Anthony Harris Bennett，1993年3月14日—）為加拿大男子篮球运动员，場上位置為大前锋，最後效力於台灣職業籃球大聯盟福爾摩沙夢想家。他之前为内华达大学拉斯维加斯分校篮球队效力。他在2013年NBA选秀中以第一輪第1順位被克里夫兰骑士选中，成为首位加拿大籍狀元。

## 職業生涯

### 克里夫蘭騎士
班尼特在2013年NBA選秀會上被克里夫蘭騎士選中。2013年8月20日，班尼特簽下了他與騎士的新秀合約。由於在美國各家模擬選秀的榜單上班尼特一直位於樂透區中後段，騎士使用狀元籤選下班尼特的決定使班尼特本人及各隊球探、球評等籃球領域人士感到訝異。
2014年1月28日，班尼特拿下了15分，還有8個籃板，1次助攻和1次火鍋，騎士以89：100不敵新奧爾良鵜鶘。这是他职业生涯第一次取得两位数得分，他花了33场比赛才取得这一成果，比他之前的所有NBA選秀狀元都多花了至少3倍的場次(其中三分之二的選秀狀元多在NBA首場比賽便能得分達雙位數)
2014年2月11日，班尼特取得了他職業生涯首次兩個雙位數：19分和10個籃板，带领球队以109：99擊敗薩克拉門托國王。在2013-14赛季，他总共打了52場比賽，平均每場比赛上场12.8分鐘，場均4.2分和3.0個籃板。
2014年7月，班尼特代表騎士参加2014年NBA夏季聯賽，他在四場比賽中場均13.3分。

### 明尼蘇達灰狼
2014年8月23日，克里夫蘭騎士、明尼蘇達森林狼隊和費城76人隊達成三方交易，本内特、安德魯·威金斯和賽迪斯·楊被交易森林狼，騎士隊獲得凱文·樂福，而76人隊獲得卢克·巴莫特和阿歷克謝·舍維德以及骑士队2015年第一轮選秀權。
2014年10月19日，森林狼行使本内特新秀合同的第三年球隊選項，将合同延长到2015-16賽季。2014年11月21日，他在拿下職業生涯最高的20分，最終森林狼队以92：121不敵聖安東尼奧馬刺隊。
2015年2月21日，由于前一天在对阵菲尼克斯太阳的比赛中右腳踝受伤，本内特休了兩個星期。
2015年9月23日，本内特被森林狼買斷合同。

### 多倫多暴龍
2015年9月26日，本内特與家鄉球隊暴龍簽下1年的底薪合約。
2016年3月，本内特被暴龍裁掉。本内特為暴龍出賽19場，場均1.5分，1.2籃板。

### 布魯克林籃網
2016年7月14日，本内特與籃網簽下兩年底薪合约。2017年1月9日，籃網裁掉了本内特。

### 費內巴切
2017年1月13日，本内特與土耳其聯賽費內巴切簽訂了一份1+1的合約。本内特本季為球隊效力了七場比賽，場均可以得到9分6.3籃板。
但在歐洲籃球聯賽的準決賽上，本内特在出賽的九場比賽中僅能得到場均1.3分和1籃板，對球隊並沒有實質上的貢獻，最後球隊在2017年5月3日決定將年僅24歲的本内特裁掉，並簽下前NBA球員佩羅·安蒂奇來取代他。

### 鳳凰城太陽
2017年9月22日，本内特與鳳凰城太陽簽下一份非保障合約。10月12日，太陽宣布解除本内特合約。10月24日，本内特被徵召到北亞利桑那太陽NBA G聯盟。11月4日在NBA G聯盟正式出場，上場22分鐘拿下10分抓下全隊最多的7個籃板，但北亞利桑那太陽以118比126敗給阿瓜卡連特快艇。

### 高雄鋼鐵人
2022年2月9日，P. LEAGUE+高雄鋼鐵人宣布班尼特加盟事宜。8月9日，班尼特正式離開鋼鐵人，留下出賽13場，場均25.2分、14.0籃板、1.7助攻、1.3抄截、1.0阻攻的表現。

### 新竹街口攻城獅
2022年8月19日，班尼特加盟P. LEAGUE+新竹街口攻城獅。班尼特總計為攻城獅出賽了17場比賽，場均可挹注22.6分、12.2籃板、2.9助攻、3.3抄截。
2023年7月29日，班尼特與韓國籃球聯賽高陽索諾天空槍手完成簽約。8月1日，高陽索諾天空槍手宣布引進班尼特作為球隊的板凳洋將，年薪為34萬美元。9月15日，班尼特離開韓國前往臺灣。高陽索諾天空槍手改引進德揚泰·戴維斯頂替。

### 高雄17直播鋼鐵人
2023年10月2日，P. LEAGUE+高雄17直播鋼鐵人宣布班尼特重返球隊。2023年12月22日，鋼鐵人宣布與班尼特解除合約關係，班尼特出賽8場，場均17分、9.8籃板、1.5助攻、2抄截，投籃命中率為43.64%。

### 福爾摩沙夢想家
2024年12月24日，班尼特加盟台灣職業籃球大聯盟福爾摩沙夢想家。2025年3月26日，福爾摩沙夢想家與班尼特結束合作關係，班尼特總計出賽五場，場均挹注16分、9籃板、1.2助攻。

## 國家隊生涯
2015年7月，班尼特入選加拿大國家男子籃球隊名單參加2015年泛美運動會籃球比賽男子組賽事。
2021年班尼特入選加拿大隊參加2023年世界盃籃球賽美洲區資格賽。

## 生涯数据

### 大學
| 賽季     | 球隊                     | GP | GS | MPG  | FG%  | 3P%  | FT%  | RPG | APG | SPG | BPG | PPG  |
| -------- | ------------------------ | -- | -- | ---- | ---- | ---- | ---- | --- | --- | --- | --- | ---- |
| 2012–13  | 内华达大学拉斯维加斯分校 | 35 | 31 | 27.1 | .533 | .375 | .701 | 8.1 | 1.0 | 0.7 | 1.2 | 16.1 |
| 生涯總計 | 生涯總計                 | 35 | 31 | 27.1 | .533 | .375 | .701 | 8.1 | 1.0 | 0.7 | 1.2 | 16.1 |

### NBA

#### 常规赛
| 賽季     | 球隊         | GP  | GS | MPG  | FG%  | 3P%  | FT%  | RPG | APG | SPG | BPG | PPG |
| -------- | ------------ | --- | -- | ---- | ---- | ---- | ---- | --- | --- | --- | --- | --- |
| 2013–14  | 克里夫兰骑士 | 52  | 0  | 12.8 | .356 | .245 | .638 | 3.0 | .3  | .4  | .2  | 4.2 |
| 2014–15  | 明尼蘇達灰狼 | 57  | 3  | 15.7 | .421 | .304 | .641 | 3.8 | .8  | .5  | .3  | 5.2 |
| 2015–16  | 多倫多暴龍   | 19  | 0  | 4.4  | .296 | .214 | .900 | 1.2 | .0  | .3  | .0  | 1.5 |
| 2016–17  | 布魯克林籃網 | 23  | 1  | 11.5 | .413 | .271 | .722 | 3.4 | .5  | .2  | .1  | 5.0 |
| 生涯總計 | 生涯總計     | 151 | 4  | 12.6 | .392 | .261 | .670 | 3.1 | .5  | .4  | .2  | 4.4 |